# Julija Savičeva
Julija Stanislavovna Savičeva (in russo Юлия Станиславовна Савичева?; Kurgan, 14 febbraio 1987) è una cantante russa.
Nel 2003 ha partecipato a Fabrika Zvëzd, versione russa di Operazione trionfo, mentre nel 2004 ha rappresentato la Russia all'Eurovision Song Contest con la canzone Believe Me, classificandosi 11ª con 67 punti.

## Discografia

### Album in studio
- 2005 – Vysoko
- 2005 – Esli v serdce živet ljubov'
- 2006 – Magnit
- 2008 – Origami
- 2012 – Serdcebienie
- 2014 – Ličnoe...
- 2020 – CLV
- 2025 – 9

### EP
- 2024 – Pod kožej

### Raccolte
- 2008 – Lučšie pesni

### Singoli
- 2004 – Believe Me